# Catada
Catada là một chi bướm đêm thuộc họ Erebidae.

## Các loài
- Catada charalis Swinhoe, 1900
- Catada vagalis Walker, [1859]